# Reservoir Dog
Ne doit pas être confondu avec le film Reservoir Dogs de Quentin Tarantino.
Albums de Schoolly D
Welcome to America
(1994) The Jive Collection, Volume 3
(1995)
Singles
1. Nigger Entertainment
Sortie : 1995

Reservoir Dog est le septième album studio de Schoolly D, sorti le 16 avril 1995.
Malgré des critiques plutôt positives, cet album n'a pas été un succès commercial et n'a été classé dans aucun chart.

## Liste des titres
| No  | Titre                        | Durée |
| --- | ---------------------------- | ----- |
| 1.  | Welcome to Funkadelica       | 3:01  |
| 2.  | Nigger Entertainment         | 5:07  |
| 3.  | Reservoir Dog                | 4:31  |
| 4.  | Big Fat Bytches              | 3:45  |
| 5.  | Ghettofunkstylistic          | 4:45  |
| 6.  | Hustler Life                 | 3:47  |
| 7.  | Gotta Hustle to Survive      | 4:51  |
| 8.  | Date with Death              | 6:35  |
| 9.  | If You See My Little Brother | 4:29  |
| 10. | Schoolly-D Live!             | 5:26  |
| 11. | Eternity                     | 3:55  |